# أبو لهو البحري
قرية أبو لهو البحري هي إحدى القرى التابعة لمركز مرسى مطروح في محافظة مطروح في جمهورية مصر العربية. حسب إحصاءات سنة 2018، بلغ إجمالي السكان في أبو لهو البحري 1,321 نسمة، منهم 725 رجل و 596 امرأة.